# Joe Lhota
Joseph J. Lhota, né le 7 octobre 1954 dans le Bronx, est un dirigeant d'entreprise et homme politique américain. Il a été nommé à la direction de la MTA, la régie de transport de la ville de New York, en 2011. 
Il est le candidat malheureux du Parti Républicain à la mairie de New York en 2013, obtenant 25 % des voix contre 73 % à son adversaire, le démocrate Bill de Blasio.

## Biographie
Joe Lhota est né dans le Bronx et a grandi à Long Island. Il est diplômé de l'université de Georgetown et de la Harvard Business School. Il a commencé sa carrière en travaillant pour les banques d'investissement First Boston et Paine Webber (en).
Il a soutenu le candidat républicain à la présidence Barry Goldwater.
Il rejoint l'équipe municipale de Rudolph Giuliani en 1993 en tant qu'assistant au bureau de développement économique de la ville (economic development office). En 1998, il est nommé maire adjoint chargé des opérations (deputy mayor for operations),. Lorsque Giuliani quitte ses fonctions, Lhota retourne dans le privé et travaille pour Cablevision et The Madison Square Garden Company. En 2011, il est nommé président de la Metropolitan Transportation Authority (MTA), l'entreprise publique qui gère les transports en commun dans l'agglomération new-yorkaise. Il s'est fait connaître après avoir fait rouvrir le réseau 72 heures seulement après le passage de l'ouragan Sandy. Après avoir présenté sa démission, il s'inscrit en janvier 2013 en tant que candidat républicain à la mairie de New York. En juin, il obtient le soutien du Parti conservateur de l'État de New York (en).

## Famille et vie privée
Le grand-père paternel de Joe Lhota a fait partie des sapeurs-pompiers de New York et son père du service de police ; ce dernier a des origines tchèques et son grand-père paternel italien, alors que sa grand-mère maternelle était juive ; il a été élevé dans la foi catholique, dans le Bronx. Son épouse, Tamra Roberts Lhota, joue le rôle de « collecteur de fonds » pour les campagnes électorales de Rudolph Giuliani en 1989 et 1993,. Le couple est établi dans le quartier de Brooklyn Heights et a une fille.